# Jatropha induta
Jatropha induta är en törelväxtart som först beskrevs av Robert Hippolyte Chodat och Emil Hassler, och fick sitt nu gällande namn av Ferdinand Albin Pax. Jatropha induta ingår i släktet Jatropha och familjen törelväxter.
Artens utbredningsområde är Paraguay. Inga underarter finns listade i Catalogue of Life.